# Тут-Халтуй
Тут-Халту́й (рос. Тут-Халтуй) — село у складі Ононського району Забайкальського краю, Росія. Адміністративний центр Тут-Халтуйського сільського поселення.

## Населення
Населення — 488 осіб (2010; 582 у 2002).
Національний склад (станом на 2002 рік):
- росіяни — 98 %